# ナイトメア・クリーチャーズ
『ナイトメアクリーチャーズ』 (Nightmare Creatures) とは、1998年2月26日にPlayStationにて、ソニー・コンピュータエンタテインメントから発売され、フランスのKalisto Entertainmentが1997年に開発した、ホラー調の3Dアクションゲームである。海外ではNINTENDO 64版やPC版も出ている。「ペスト流行」や「ロンドン大火災」など、17、18世紀にロンドンで実際に起こった歴史上の惨劇を題材にしたホラーアクション。

## 概要
ゴシックホラー調の19世紀のイギリスロンドンが舞台。プレイヤーは正義のために鬪う英国教会の神父イグネィシャス・ブラックワードと、ロンドンを闇に染めようと企む黒魔術師アダム・クロウリーに父を殺されて復讐に燃えるアメリカ人女性ナディア・フォートスミスの男女どちらかの主人公を選び、野望を阻止するため、モンスターやクリーチャーやゾンビなどの敵を斃し、クロウリーの後を追って行く。
銃器などを用いて異形の敵を退治するという点においては、同時期に発売された『バイオハザード』に似ているが、本作は主人公別に使用する武器が異なるうえ、通常技以外にもコマンド入力で特殊技と連携技を繰り出すといった、対戦型格闘ゲームに近い要素も含んでいる。
流血シーンや必殺攻撃で敵をころす際に肉体をばらばらに切断するなどの獵綺場面があり、CERO区分はCERO：D（17才以上対象）だった。 (暴力)(犯罪)の表現には、腕、足、頭部、触手などを剣で切断するほか、全身を木っ端微塵にしたり、燃やして灰にする攻撃がある程、生命力の高い敵と戦うことになる。

## ストーリー
1834年、謎の組織ヘカテ協会の主催者アダム・クロウリーは、人間や動物をモンスターに変える新種のウイルスを使ってロンドンをモンスターシティーに変えようと計画する。ウイルスはペスト菌や狂犬病菌などの混合物で、唾液を介して伝染する。クロウリーによって大切な人を殺されたナディア・フォートスミスとイグネィシャス・ブラックワードがクロウリーに立ち向かう。

### ナディア・フォートスミス編
アメリカ、ニューオリンズの名高い歴史家であり人文学者を父に持つ、若く勇猛果敢で教養ある娘。ヘカテ協会の主催者アダム・クロウリーに父親を殺され、その復讐に燃えている。フェンシングの達人で、武器はサーベル。軽量で動きやすくスピードのある連続攻撃が得意。キックとのコンビネーションによっての攻撃も可能。難易度は低めに設定されている。

### イグネィシャス・ブラックワード編
世界を旅し、悪霊退治や超常現象に数多く遭遇した結果、闇の世界の精通する。英国協会の神父にして、魔除けと神秘学の専門家。クロウリーに恩師を殺されたため、ロンドンへと向かう。武器は杖。かなりの長さと重さがあるため、動きは遅いが一撃の威力は強力で、「突く」「斬る」などの連続コンボも豊富。難易度は高めに設定されている。

## 續篇
日本未発売だが、『ナイトメアクリーチャーズ II』 (Nightmare Creatures II) がPlayStationとドリームキャスト（PS版とDC版、共にコナミから日本でも発売予定はあったが、キャンセルされて発売されなかった）にて発売されている。
2002年に3作目となる『Nightmare Creatures III: Angel of Darkness』の開発が始まり、2003年頃にPlayStation 2、ゲームキューブ、Xbox、PCにてリリース予定されていたが、開発社のKalisto Entertainmentが倒産したために開発中止となり、発売されることはなかった。
2017年9月3日、Albino Moose Gamesは移植版を製作することを正式に発表した。同年9月2日に開催されたPAX Westでのパネルディスカッションにてリブートに至った経緯について説明されており、パネルディスカッションに参加したRely on HorrorのCJ Melendezによると、Albino Moose GamesのスタッフのSheena Perezが辯護士に頼んで権利を調べてもらった結果、北米版の販売権を持っていたアクティビジョンがすでに手放していたことから誰のものでもなくなったため、本作の権利がAlbino Moose Gamesに無料で渡ったということである。